# At-Tiba Kitrin
At-Tiba Kitrin – wieś w Syrii, w muhafazie Idlib. W 2004 roku liczyła 324 mieszkańców.